# 國際票券金融公司
國際票券金融公司，簡稱國際票券或國票，為台灣第二家成立的票券公司 ，於1977年由中國國際商業銀行、台北銀行、合作金庫、中央投資公司及民間人士出資成立。現為國票金融控股公司的子公司。
國票於1995年曾發生台灣經濟史上最大的個人經濟犯罪案「國票案」，因國票員工冒取超過新台幣100億元資金造成國票經營出現問題，最後在股東銀行及中華民國中央銀行的協助下才度過。

## 沿革
- 1977年1月15日：國際票券成立，主要股東包括中國國際商業銀行、台北銀行、合作金庫。[3]
- 1986年：於台灣證券交易所掛牌上市，為台灣第一家上市的票券金融公司。
- 2002年1月31日，臨時股東會中通過與協和證券、大東證券共同以股份轉換方式設立「國票金融控股股份有限公司」。
- 2002年3月26日，國票金融控股公司股票上市，國票股票同日下市，國票成為國票金控的子公司。